# Saint-Julien-les-Rosiers
Saint-Julien-les-Rosiers este o comună în departamentul Gard din sudul Franței. În 2009 avea o populație de 3.021 de locuitori.

## Istoric
În timpul Revoluției Franceze, orașul, numit apoi Saint-Julien-de-Valgualgues, poartă temporar numele de Julien-les-Mines.
În 1955, orașul și-a schimbat numele pentru a deveni Saint-Julien-les-Rosiers. Născut în 1955 de la căsătoria dintre satul Saint-Julien și castelul Les Rosiers. Saint-Julien este cel mai vechi sat din oraș. În jurul anului 1900, îmbunătățirea CD 904, a permis dezvoltării lui Rosiers. Les Rosiers corespunde unui decalaj al vechii parohii Saint-Julien.
Julien se referă la Iulian, un nume purtat de mulți sfinți. Locul este numit n 1314, "Ecclesia de Sancto Juliano" în 1345, "parochia Sancti Juliani Vallegalga" în 1384, "Locus de Sancto Juliano Vallis-Galgue", iar în 1633, „Saint-Julien-de- Valgualgues ".
Economia locală sa concentrat asupra produselor agricole (cereale, podgorii, dulci și viermii de viermi). Fabricarea de vitriol până 1700 și exploatarea minereului de fier în furnale Tamaris (forjare) și pirita Ales pentru substanțele chimice din plante salindres au fost, până în 1895, activități economice esențiale.

## Geografie
Orașul este înconjurat de municipalitățile Laval-Pradel, Rousson, Saint-Privat-des-Vieux și Saint-Martin-de-Valgalgues.
Situat la 180 m deasupra nivelului mării, râul Avene este principalul râu care trece prin oraș.
Se poate descoperi în Saint-Julien o carieră imensă de calcar. Aici, a fost exploatată piatra de la Jurasicul Superior. Este de culoare gri și foarte rezistent la strivire. În momentul în care cariera era în funcțiune, au fost extrase până la 60.000 tone de calcar pe an; totuși, a fost definitiv închisă la 25 octombrie 1993.

## Evoluția populației
Evoluția numărului de locuitori este cunoscută prin recensămintele populației desfășurate în comuna din 1793. Din 2006, populațiile legale ale comunelor sunt publicate anual de INSEE. Recensământul se bazează acum pe o colecție anuală de informații, care acoperă succesiv toate teritoriile municipale pe o perioadă de cinci ani. Pentru municipalitățile cu mai puțin de 10.000 de locuitori, se efectuează un sondaj de recensământ al întregii populații la fiecare cinci ani, populațiile legale ale anilor intermediari fiind estimate prin interpolare sau extrapolare. Pentru municipalitate, primul recensământ cuprinzător în cadrul noului sistem a fost efectuat în 2008.
În 2015, municipalitatea avea 3 311 de locuitori, o creștere de 7,33% față de 2010 (Gard: + 4,01%, Franța, cu excepția Mayotte: + 2,44%).
| An        | 1975  | 1982  | 1990  | 1999  | 2006  | 2009  |
| --------- | ----- | ----- | ----- | ----- | ----- | ----- |
| Populație | 1.534 | 2.021 | 2.325 | 2.444 | 2.773 | 3.021 |